# Happy Meal

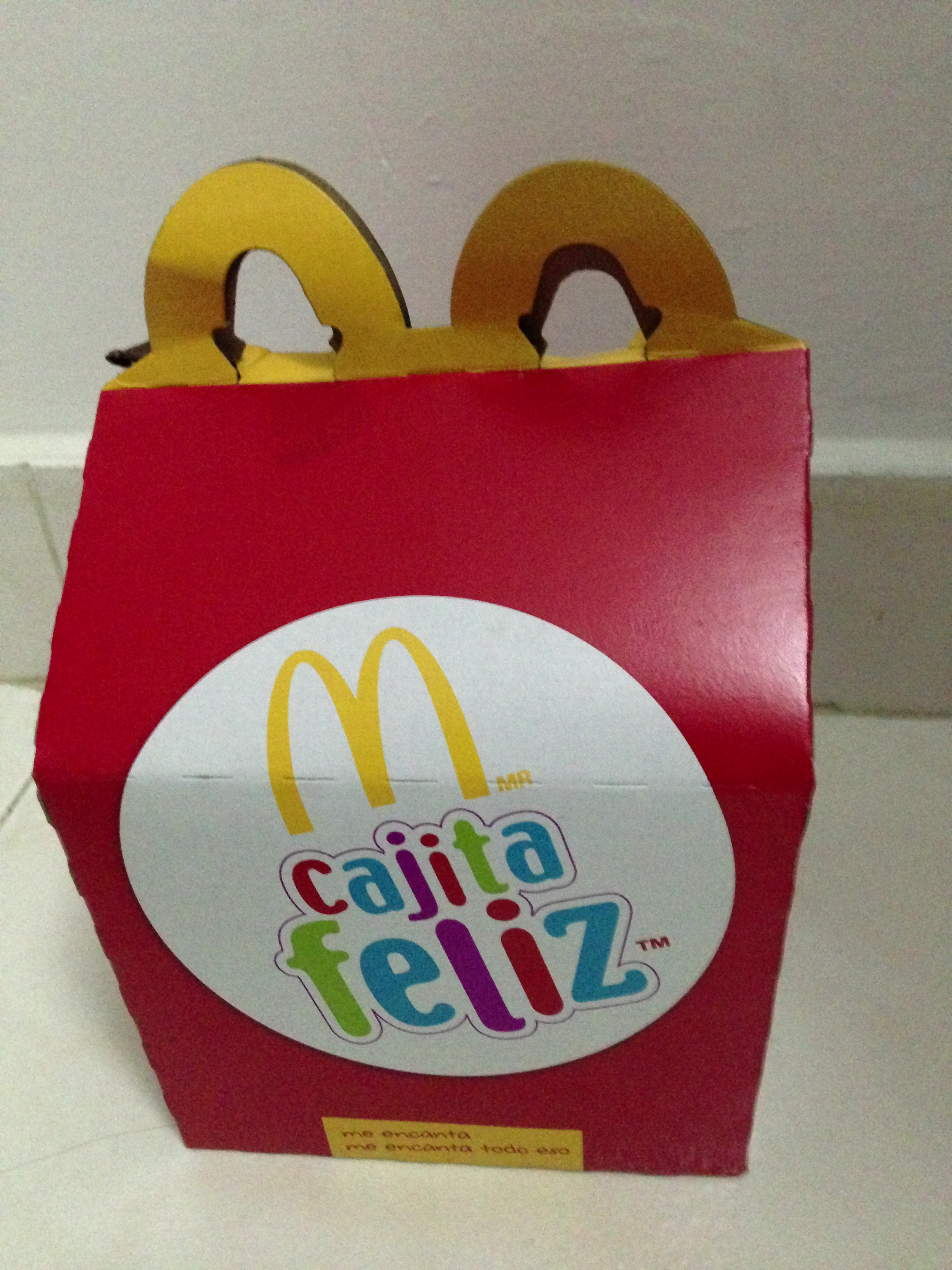
Hiszpańskie opakowanie zestawu

Happy Meal – posiłek dla dzieci sprzedawany w amerykańskiej sieci restauracji McDonald’s od czerwca 1979 roku.

## Zawartość
Zestaw składa się z głównego produktu (zazwyczaj hamburgera, cheeseburgera lub małej porcji kurczaka McNuggets), dania dodatkowego (frytek lub plasterków jabłka) oraz napoju (zazwyczaj mleka, soku lub napoju bezalkoholowego). Wybór pozycji zmienia się w zależności od kraju.
Do posiłku dołączona jest mała zabawka lub książka, które zazwyczaj znajdują się w czerwonym kartonie z żółtą uśmiechniętą buźką i logiem McDonald’s. Opakowanie i zabawka są często częścią promocji istniejącego serialu telewizyjnego, filmu lub linii zabawek.